# 마조리 롤링스

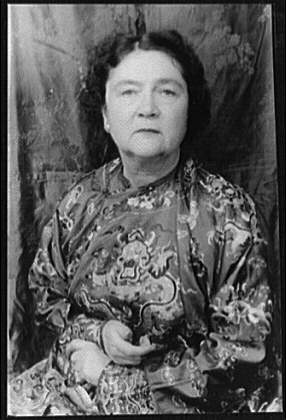

마조리 키난 롤링스(영어: Marjorie Kinnan Rawlings, 1896년 8월 8일 ~ 1953년 12월 4일)는 미국의 작가로 플로리다주에 살면서 시골 관련 주제와 배경을 지닌 소설을 썼다. 고아 새끼 사슴을 입양한 소년에 대한 그녀의 가장 유명한 작품 아기사슴 플래그는 1939년에 소설로 퓰리처 상을 수상했으며, 나중에 같은 이름의 영화로 만들어졌다. 이 책은 일반 소설의 개념보다 오래전에 쓰여졌지만, 오늘날에는 일반적으로 10대 독서 목록에 포함된다.

## 생애
마조리 키난 롤링스는 1896년에 워싱턴 D.C.에서 이다 메이와 아서 프랭크 키난의 딸로 태어났다. 그녀는 브루크랜드 인근에서 자랐고 6세때부터 글쓰기에 관심을 기울였다. 16세가 될때까지 어린이 신문에 기사를 제출했다. 15세때 그녀는 "헤티 미스의 환생"이라는 제목의 콘테스트에 참가하여 상을 받았다.

## 작품
- 《황금 사과》 (1935)
- 《아기사슴 플래그》 (1938)
- 《우정》 (1949)
- 《야곱의 사다리》 (1950)
- 《비밀의 강》 (1955)